# Octav Onicescu
Octav Onicescu (n. 20 august 1892, Botoșani — d. 19 august 1983, București) a fost un matematician român, întemeietor al școlii românești de teoria probabilităților, i-a dat acesteia o nouă axiomatizare, cu ajutorul noțiunii de „funcție eveniment” sau „funcție sumă”. A introdus conceptul de „lanț probabilistic cu legături complexe”, cea mai importantă contribuție românească în teoria probabilităților. A fost autor al unei noi varietăți de mecanică: „Mecanica invariantivă Onicescu”. A fost membru al Academiei Române, membru al Uniunii interbalcanice a matematicienilor. Este, împreună cu Gheorghe Mihoc, creatorul școlii matematice românești de teoria probabilităților și statistică matematică.

## Date biografice
Octav Onicescu a absolvit Liceul August Treboniu Laurian din Botoșani. În numai doi ani (1911 - 1913) a absolvit Facultatea de Științe și Facultatea de Filozofie din București. A făcut studiile de matematică cu Gheorghe Țițeica, Dimitrie Pompeiu și Traian Lalescu și de filozofie cu Constantin Rădulescu-Motru și P. P. Negulescu. A participat în aeronautică la războiul de întregire, din 1916 până în 1918.
Onicescu își susține teza de doctorat în iunie 1920, în Italia, la Universitatea din Roma cu profesorii Tullio Levi-Civita, Guido Castelnuovo și Vito Volterra, în probleme de geometrie diferențială legate de teoria relativității. Teza de doctorat este intitulată „Asupra spațiilor einsteiniene cu grupuri continui de transformare.” Această teză, care a rămas nepublicată, a avut ca punct de plecare două memorii științifice ale matematicienilor Bianchi și Ricci care au studiat varietățile diferențiale cu trei dimensiuni, ce admiteau grupuri de transformări. Octav Onicescu introduce o nouă dimensiune în calcul, în conformitate cu teoria relativității a lui Einstein, unde intervin patru dimensiuni: trei pentru spațiu și una temporală. 
Este membru al Seminarului lui Jacques Hadamard (Paris 1920 - 1921), de la Collège de France.. Întors în țară devine doctor docent în 1922, apoi conferențiar și în 1928 profesor la Facultatea de științe din București.În 1931 a fost numit profesor titular la catedrele de Mecanică, Algebră, Teoria Probabilităților. Predă mecanica, grupuri continue de transformări, calcul diferențial absolut, pentru ca apoi să modernizeze învățământul de algebră. 

A înființat Școala de statistică, actuariat și calcul din București, în 1930. Împreună cu Gheorghe Țițeica și P. Zervos (Atena) a înființat Uniunea Interbalcanică a matematicienilor (1934 - 1937).
Octav Onicescu este creatorul noțiunii de lanț probabilistic cu legături complexe (care acum poartă numele de lanțuri Onicescu-Mihoc), iar în domeniul mecanicii a dezvoltat o mecanică nouă a sistemelor mediilor continue, Mecanica Invariantivă, care poate fi aplicată atât pentru sisteme microscopice, cât și la cele macroscopice. Din anul 1962, după ieșirea la pensie, este profesor consultant. Din 1937 este membru corespondent al Academiei Române, iar din 1965 membru titular al Academiei Republicii Socialiste România, de asemenea membru al Academiei Lagrange (Italia) și al altor academii străine. Este secretar general, apoi președinte al Societății române de științe, fondator și rector al institutului Center of Mechanical Sciences (C.I.S.M.), Udine, Italia, înființat în 1967. A participat cu lucrări la diferite congrese internaționale de matematică: Bologna (1928), Atena (1934), Praga (1934), Oslo (1936), Geneva (1937). A fost invitat să conferențieze la universitățile din  Paris, Bruxelles, Geneva, Roma, Atena. A fost membru activ, apoi membru onorific al Institutului internațional de statistică de la Haga.
A publicat peste 1200 de memorii și note științifice în reviste de specialitate românești și străine. A fost autorul a peste 30 de cărți, monografii, tratate, manuale. A fost distins cu Premiul de Stat (1962) pentru grupul de lucrări din domeniul statisticii matematice și calculului probabilităților, împreună cu Gheorghe Mihoc.

## Distincții
- titlul de „Profesor Emerit al Republicii Populare Romîne” (5 noiembrie 1962) „pentru activitatea îndelungată, contribuție în dezvoltarea științei și merite deosebite în dezvoltarea învățămîntului superior”[9]
- Ordinul „Steaua Republicii Populare Romîne” clasa a III-a (13 octombrie 1964) „cu prilejul aniversarii a 100 de ani de la înființarea Universității din București, pentru activitate îndelungată, contribuție în dezvoltarea științei și merite deosebite în dezvoltarea învățămîntului superior”[10]
- Ordinul „Meritul Științific” clasa I (26 septembrie 1966) „pentru merite deosebite în activitatea științifică, cu prilejul Centenarului Academiei Republicii Socialiste România”[11]
- Ordinul „Meritul Științific” clasa I (29 aprilie 1983) „pentru contribuția adusă la înfăptuirea politicii partidului și statului de făurire a societății socialiste multilateral dezvoltate în patria noastră și rezultatele deosebite obținute în întrecerea socialistă pentru îndeplinirea și depășirea planului național unic de dezvoltare economico-socială pe anul 1982”[12]

## Lucrări
- Principiile teoriei probabilității
- Calculul probabilităților
- Mecanica invariantă și cosmologia
- Numere și sisteme aleatoare
- Galileo Galilei, renașterea științifică
- Problema determinismului (în colaborare cu Grigore Moisil, Șerban Țițeica]
- Principii de cunoaștere științifică
- Principes de logique et de philosophie mathématique, 1971
- Strategia jocurilor cu aplicații la programarea liniară
- Învățați ai lumii (eseu istoric), 1975
- Pe drumurile vieții, 1981